# Bani Suhajla
Bani Suhajla (arab. بني سهيلا) – miasto w Autonomii Palestyńskiej (Strefa Gazy). Według danych szacunkowych na rok 2016 liczyło 41 174 mieszkańców.